# Gabrielle Petit
Gabrielle Petit (Tournai, 20 febbraio 1893 – Schaerbeek, 1º aprile 1916) è stata un'infermiera e partigiana belga, nota per aver fatto dello spionaggio a favore degli alleati durante la prima guerra mondiale.

## Biografia
Gabrielle nasce a Tournai da Jules Petit, rappresentante commerciale, e Aline-Irma Ségard. La nonna paterna è figlia del barone Doncquers e la famiglia Petit è legata a quella del ministro della giustizia Jules Bara. Gabrielle ha una sorella maggiore, Hélène, e una minore, Louise, che muore in tenera età. Ultimogenito è un maschio, di due anni più giovane, che porta lo stesso nome del padre.
La famiglia ha gravi problemi economici. Si trasferiscono a Ath e la madre s'iscrive a un concorso per diventare insegnante di piano. I sacrifici che deve affrontare minano la sua salute e la donna è ricoverata in ospedale. Dopo una prima operazione, viene trasferita in un ospedale più attrezzato a Bruxelles, dove decede. Madre e figlia sono molte legate e la separazione causerà un grosso dolore a Gabrielle, che all'età di nove anni viene messa prima in un collegio gestito dalle suore del Sacré-Cœur a Mons e poi in un orfanotrofio a Brugelette, dove resta per sette anni. Hélène resta a casa dei nonni materni e Jules viene affidato a una famiglia di Thielt. Quando il padre si risposa, la seconda moglie accoglie prima il ragazzo e, solo in un secondo tempo, dopo aver scoperto dell'esistenza delle due ragazze, cerca di riunire la famiglia. Gabrielle lascia l'orfanotrofio nell'agosto 1908 per rientrare in famiglia, ma le relazioni con il padre sono molto difficili e, dopo pochi mesi, si trasferisce a Bruxelles, dove trova lavoro in un negozio di abbigliamento, ma cambierà lavoro molte volte.
Nel 1914 il Belgio è invaso e il suo fidanzato, Maurice Gobert, viene ferito nei primi scontri. Seguono mesi molto difficili; la ragazza non è ben vista dalla famiglia di lui, che si oppone alla relazione, ed inoltre il giovane deve nascondersi per non essere arrestato dai tedeschi. In quei mesi i due fidanzati sono separati e i contatti sporadici. Gabrielle inizia a lavorare per la Croce Rossa belga. Dopo molte vicissitudini, i due riescono ad attraversare la frontiera e raggiungono i Paesi Bassi. Da lì passano poi in Inghilterra, dove nel mese di luglio Gabrielle riceve una formazione allo spionaggio dagli alleati. Dopo soli quindici giorni, lei e gli altri tre belgi che avevano seguito la sua stessa formazione sono rinviati in patria.
Nell'agosto 1915 rientra con il compito di fornire informazioni sui movimenti tedeschi nell'Hainaut e nel nord della Francia. Le informazioni venivano inviate nei Paesi Bassi o direttamente a Londra. All'inizio usava dei corrieri, molti dei quali lavoravano per la Croce Rossa. Gli inglesi la consideravano tra i loro agenti più affidabili in Belgio. Poi ebbe l'idea di scrivere i messaggi su foglietti sottilissimi, che infilava nel doppio strato delle cartoline, che poi rincollava e spediva. Oltre allo spionaggio, che esegue con il nome di battaglia Legrand, trasmette messaggi ai soldati prigionieri, organizza il passaggio della frontiera per i soldati olandesi rimasti bloccati oltre le linee nemiche e distribuisce giornali clandestini.
E' arrestata una prima volta a Hasselt, ma riesce a scappare. Il 20 gennaio 1916 viene nuovamente arrestata a Bruxelles e trasferita alla Kommandantur, situata al 6 di rue de la Loi. Lì è sottoposta a interrogatorio, la sua residenza è perquisita, ma non ci sono prove di un suo coinvolgimento nello spionaggio. Le viene offerta l'amnistia se rivela il nome dei suoi compagni, ma Gabrielle rifiuta. Il 2 febbraio viene trasferita nella prigione di Saint-Gilles e il 3 marzo è condannata a morte. Il procuratore era Eduard Stöber, lo stesso che condannò a morte Edith Cavell nell'ottobre 1915. La condanna viene eseguita il 1º aprile al Tir national, un complesso militare situato nel comune di Schaerbeek. Al soldato che le offre la benda per gli occhi risponde: "Non ho bisogno del tuo aiuto. Vedrai che una giovane donna belga sa morire". Al momento della fucilazione gridò: "Lunga vita al Belgio. Lunga vita al re."
Morì fucilata a 23 anni, ma i belgi scoprirono la sua storia solo nel maggio 1919. La fucilazione rimase nascosta per timore che si ripetessero le proteste che seguirono la fucilazione di Edith Cavell. Il suo corpo fu riesumato il 27 maggio e ricevette gli onori di una cerimonia di Stato alla quale presenziò anche la regina Elisabetta. La tumulazione della salma avvenne due giorni dopo nel cimitero di Schaarbeek.

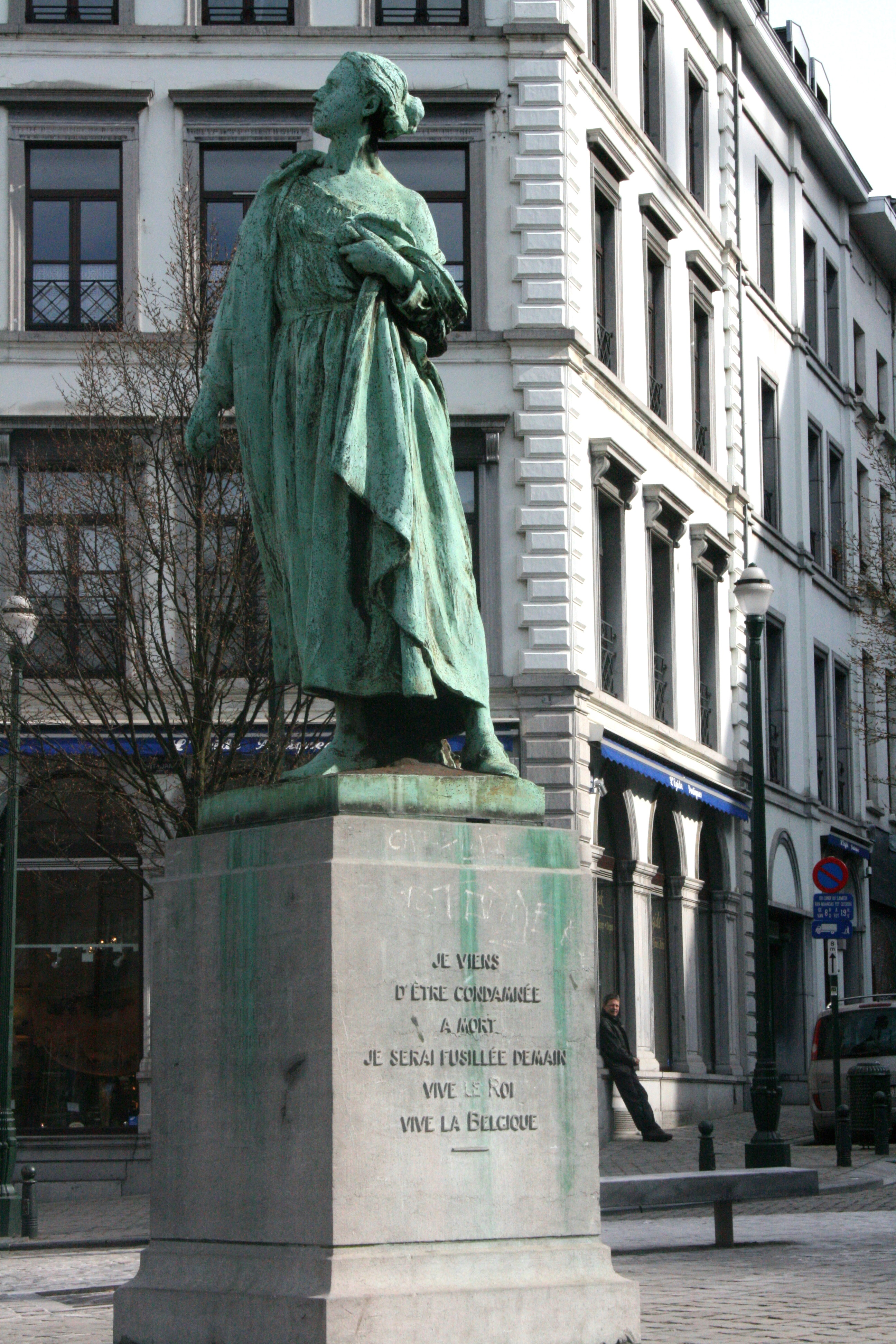
Monumento a Gabrielle Petit in piazza Saint-Jean a Bruxelles

## Riconoscimenti
- Un monumento è stato eretto in suo onore, con sottoscrizione nazionale, nella piazza Saint-Jean a Bruxelles. La statua è stata realizzata dallo scultore belga Égide Rombaux e inaugurata il 21 luglio 1923.[7]
- Un monumento è eretto in suo onore dalla città di Tournai, nella piazza Clovis il 18 maggio 1924. La statua è stata realizzata dallo scultore Paul Du Bois.[8]
- La città di Tournai le dedica una piazza.
- Nel 1928 viene realizzato un film intitolato Femme belge Gabrielle Petit, su regia di Francis Martin.[9]
- Nel 2016, in occasione del 100 anniversario della sua esecuzione, sono state coniate delle monete in oro portanti la sua effigie.[10]
- Il suo nome appare sul monumento del Brooklyn Museum di New York, The Dinner Party.[11]